# Berberis chococo
Berberis chococo är en berberisväxtart som beskrevs av Schlecht.. Berberis chococo ingår i släktet berberisar, och familjen berberisväxter. Inga underarter finns listade i Catalogue of Life.